# 劉玉璞 (台灣演員)
劉玉璞（1963年5月3日—2009年5月11日）為台灣女演員，就讀世新廣電科(今廣電系)時，以一口香糖（琴香水口香糖）廣告獲注視而入行，後于三年級(五學年學制)休學，被發掘到香港，參與邵氏武打電影。後在1984年台灣電視公司連續劇《倚天屠龍記》中扮演趙敏大紅。21歲嫁予一位牧師，1989年退出演藝圈，與老公一起擔任神職人員。
劉玉璞2001年因工作關係罹患憂鬱症，2007年6月結束24年婚姻；2009年5月14日下午於台北市中和區景平路住處被教友發現已在床上死亡多天，翌日由法醫判定劉為心臟病發猝死，並估計已死亡三天。

## 作品

### 電視劇
- 1984年台視《倚天屠龍記》飾趙敏
- 1984年台視《富貴浮雲》
- 1985年台視《無盡的愛》飾蔡碧蘭
- 1986年台視《孤剑恩仇记》饰仇瑛
- 1988年台視《金粉世家》飾莫蓉
- 1989年台視《情深无怨尤》
- 1989年台視《新啼笑因缘》饰赵胜男

### 電影
- 1982年《卒仔抽車》
- 1982年《賊王之王》
- 1983年《神通術與小霸王》
- 1983年《少林傳人》
- 1983年《三闖少林》
- 1983年《水晶人》
- 1984年《霹靂雷電》
- 1984年《新飛狐外傳》
- 1984年《錦衣衛》
- 1984年《屠夫》

## 外部連結
- 劉玉璞在互联网电影资料库（IMDb）上的資料（英文）
- 劉玉璞在香港影庫上的簡介